# Bamble
Bamble è un comune norvegese della contea di Telemark.

## Storia

### Simboli
Lo stemma di Bamble è stato approvato con delibera del consiglio comunale del 23 settembre 1986 e adottato il 12 dicembre dello stesso anno.